# República Popular de Corea
La República Popular de Corea ((en hangul, 조선인민공화국; en hanja, 朝鮮人民共和國; romanización revisada, Joseon Inmin Gonghwaguk; McCune-Reischauer, Chosŏn Inmin Konghwaguk)) fue un gobierno provisional de corta duración que se organizó en el momento de la rendición del Imperio del Japón al final de la Segunda Guerra Mundial . Fue proclamada el 6 de septiembre de 1945, cuando Corea se dividía en dos zonas de ocupación, con la Unión Soviética ocupando el norte y los Estados Unidos ocupando el sur . Basado en una red de comités populares, presentó un programa de democratización de la sociedad y de la economía.
En el sur, el gobierno militar estadounidense declaró ilegítimo a la RPC el 12 de diciembre de 1945. En el norte, bajo el auspicio del gobierno militar soviético, el Partido del Trabajo de Corea, liderado por Kim Il-sung, tomó el control del Comité Popular incorporándolo a la estructura política de la emergente República Popular Democrática de Corea (Corea del Norte) y ejerciendo una influencia directa cada vez mayor en la agenda y la estructura de otros partidos políticos más pequeños (como el PSC y el DIP ).  

## Historia

### Establecimiento
El 15 de agosto de 1945, el Imperio Japonés se rindió formalmente ante los Aliados y capituló el 2 de septiembre. Las autoridades de ocupación japonesas solicitaron que se estableciera un gobierno para garantizar la seguridad de sus personas y propiedades una vez terminada la ocupación. Mientras la Unión Soviética continuaba luchando contra el Imperio del Japón en Chongjin, ja, quien se desempeñaba como el segundo miembro de mayor rango del Gobierno General japonés, trató de asegurar la salida segura de los civiles japoneses a pedido de Nobuyuki Abe .  Le propuso a Song Jin-woo que se hiciera cargo de la seguridad y los derechos administrativos de Corea, pero cuando esto fue rechazado, pidió reunirse con Lyuh Woon-hyung en Seúl . Bajo el liderazgo de Lyuh, el recién formado Comité para la Preparación de la Independencia de Corea (CPIC) organizó comités populares en todo el país para coordinar la transición hacia la independencia. El 28 de agosto de 1945, el PCKI anunció que funcionaría como gobierno nacional temporal de Corea.  El 6 de septiembre, los activistas de los CPIDC se reunieron en Seúl y establecieron el RPC. 
Los derechos administrativos y de seguridad fueron transferidos a Lyuh, y se garantizó la seguridad de los japoneses que evacuaban la península de Corea. En consecuencia, Lyuh sugirió las siguientes condiciones: 
- Liberación inmediata de los presos políticos y presos económicos en todo el país.
- Asegurar alimentos para tres meses en agosto, septiembre y octubre.
- No interferir en las actividades políticas.
- No interferir con la educación de los estudiantes y jóvenes.
- No interferir en la movilización de los obreros y campesinos en consejos obreros

En consecuencia, el Viceprimer Ministro del Gobernador General aceptó los términos. Esa noche, Lyuh Woon-hyung lanzó el Comité Preparatorio Nacional, basando su estructura en la Alianza Fundadora, un movimiento independentista secreto y clandestino que había formado un año antes, en agosto de 1944. Posteriormente, Lyuh liberó a todos los presos políticos de la prisión de Seodaemun . Dos días después de la fundación del Comité Preparatorio Nacional, se creó, amplió y reorganizó una red organizativa sistemática. Lyuh fue elegido presidente y An Jae-hong como vicepresidente, quien hizo la siguiente declaración:

Código de la Alianza Fundadora
1. Cada facción debe unirse para establecer una nación unificada y restaurar la libertad e independencia del pueblo coreano.
2. Cooperar para formar un frente unido contra Japón y erradicar cualquier fuerza reaccionaria que obstaculice la completa independencia de Corea.
3. En términos de construcción, todos los esfuerzos deben centrarse en la liberación del pueblo democrático.

Declaración del Comité Preparatorio Nacional
La humanidad anhela la paz y la historia aspira al desarrollo. Con el fin de la Segunda Guerra Mundial, una supuesta tragedia del pensamiento humano, llegó el día de la liberación para Corea. Durante el último medio siglo, Corea ha sido una colonia del Japón imperial, bloqueando el camino hacia la libertad en todos los aspectos de la explotación y opresión imperial. Pero hemos estado luchando por nuestra liberación durante los últimos 36 años. Todos los movimientos y luchas para abrir el camino a este libre desarrollo han sido obstinadamente rechazados por el imperialismo y las fuerzas reaccionarias y antidemocráticas que se han aliado con él.
Con la resolución internacional del problema de la posguerra, Corea se alejó de la base imperialista japonesa. Sin embargo, la liberación del pueblo coreano fue solo un nuevo paso en el movimiento ideológico, por lo que aún persiste una gran lucha por la independencia completa, y la gran tarea de construir una nueva nación está en nuestras manos. Nuestra misión actual es, pues, luchar por la independencia completa y una verdadera democracia. Temporalmente, la división de Corea nos dominará, pero esto no impedirá que satisfagamos o no nuestras necesidades democráticas. Todas las luchas progresistas para erradicar los vestigios feudales y abrir el camino al libre desarrollo se han desplegado a nivel nacional, y varias fuerzas democráticas progresistas en Corea anhelan formar un frente unificado. Con estas demandas sociales, se formó nuestro Comité Preparatorio Nacional.
Por lo tanto, el Comité Preparatorio se centra en la construcción de una nueva nación para reorganizar a nuestro pueblo en un régimen verdaderamente democrático y, al mismo tiempo, en un frente unificado completamente liberado, de todos los sectores de la sociedad, que reúna a todas las fuerzas democráticas progresistas. Por ello, se requiere una lucha popular contra todas las fuerzas reaccionarias antidemocráticas: en el pasado, se confabularon con el imperialismo japonés para cometer graves pecados, y en el futuro es probable que interfieran en la construcción de una nueva democracia, al igual que en Joseon. Luchar contra estas fuerzas reaccionarias, es decir, las fuerzas antidemocráticas, para superarlas y lograr la verdadera democracia. Para ello, debe establecerse un régimen democrático sólido. Este régimen estará compuesto por comités populares elegidos en la Conferencia Nacional de la Delegación Popular, y es evidente que los combatientes y organizaciones revolucionarios que han estado comprometidos con el movimiento de liberación de Corea en el extranjero deben ser recibidos con respeto. Por lo tanto, debe surgir un régimen completamente nuevo que represente el consenso general de todo el pueblo coreano y proteja sus intereses. Durante el período de transición temporal hasta el establecimiento de este nuevo régimen, el comité principal mantiene la seguridad de Joseon de forma independiente y avanza un paso más. Para lograr una organización estatal independiente, se establece el siguiente código con la intención de cumplir una tarea provisional: establecer un nuevo régimen.
Programa
- Pretendemos construir un país completamente independiente.
- Nos comprometemos a establecer un régimen democrático que pueda satisfacer las necesidades políticas, económicas y sociales básicas de toda la nación.
- Mantendremos el orden nacional de forma independiente y aseguraremos la vida pública durante el período de transición temporal.

## Despliegue

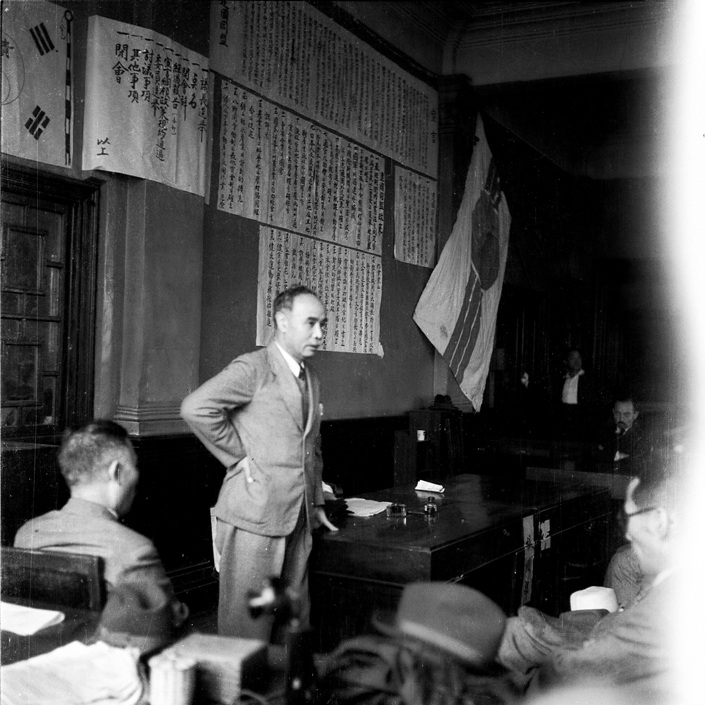
El presidente asociado Lyuh Woon-hyung pronuncia un discurso en la YMCA de Gyeongseong (16 de agosto de 1945)

La RPC tiene gran importancia porque es la primera organización política coreana en implementar la autonomía local, en la forma de comités populares . A finales de agosto se habían creado más de 140 comités en todo el país en respuesta al apoyo de la gente.  Más tarde, se nombró nominalmente a Syngman Rhee como líder del PRK.  Kim Ku y Kim Kyu-sik también fueron invitados a unirse al gabinete, pero todos se negaron.  
El trabajo organizativo del Comité Preparatorio Nacional también se llevó a cabo en Corea del Norte. El líder de la región norcoreana fue Cho Man-sik, nativo de Pyongyang, quien "adoptó una ruta no violenta pero inflexible" durante el período colonial japonés. Bajo diferentes condiciones regionales en el sur y el norte de la península de Corea, Lyuh Woon-hyung y Cho Man-sik lanzaron simultáneamente el proyecto fundacional. 
La organización tenía diferentes nombres y diferencias en su composición según estuviera dirigida por comunistas o nacionalistas . También proporcionó una base para la construcción de una nueva nación como una "organización autónoma del pueblo", creada tanto por nacionalistas como por socialistas que habían participado en el movimiento de independencia durante el período colonial japonés. 
Seo Joong-seok, profesor de historia en la Universidad Sungkyunkwan, dijo: 'Si no hubiera existido una organización como los comités populares después de la liberación, habría habido una gran confusión. Esto se debe a que los principales grupos del movimiento independentista, incluido el Gobierno Provisional de la República de Corea, se encontraban en países muy alejados. Sin embargo, antes de la liberación, la alianza fundadora estaba organizada principalmente por grupos nacionales, que podían realizar voluntariamente tareas importantes como la seguridad y la administración. 

### Programa
El programa de la RPC fue presentado el 14 de septiembre en su programa de veintisiete puntos. El programa incluía: "la confiscación sin compensación de las tierras en poder de los japoneses y sus colaboradores; la distribución gratuita de esas tierras a los campesinos; límites a la renta de las tierras no redistribuidas; la nacionalización de industrias tan importantes como la minería, el transporte, la banca y las comunicaciones; la supervisión estatal de las pequeñas y medianas empresas; ...garantizó derechos humanos y libertades fundamentales, incluidos los de expresión, prensa, reunión y religión; sufragio universal para los adultos mayores de dieciocho años; igualdad para las mujeres; reformas en la legislación laboral, incluida una jornada de ocho horas, un salario mínimo y la prohibición del trabajo infantil; y "el establecimiento de estrechas relaciones con los Estados Unidos, la URSS, el Reino Unido y China, y una oposición positiva a cualquier influencia extranjera que interfiera en los asuntos internos del Estado". "   El lema de la República Popular de Corea era, en consecuencia, "Estado autosuficiente e independiente" ( 자주독립국가 (en hanja, 自主獨立國家; romanización revisada del coreano, Jaju dongnip gukga; McCune-Reischauer, Chaju tongnip kukka).

## Desarrollo

### Toma del poder comunista en el Norte
Cuando las tropas soviéticas entraron en Pyongyang el 24 de agosto de 1945, encontraron allí establecido un Comité Popular local, dirigido por el veterano nacionalista cristiano Cho Man-sik .  Aunque las autoridades soviéticas inicialmente reconocieron a los Comités Populares y trabajaron con ellos, hicieron esfuerzos decididos para garantizar que los coreanos afines a sus intereses políticos, especialmente los comunistas coreanos, fueran colocados en posiciones de poder.  : p.227–228  Inmediatamente después de entrar en Corea, los funcionarios soviéticos comenzaron a desplazar el centro político de los Comités Populares hacia inclinaciones prosoviéticas e instalaron a varios comunistas coreanos en dichos Comités hasta que finalmente formaron la mayoría en estas organizaciones.[cita requerida]
Según algunos relatos, Cho Man-sik fue la primera opción del gobierno soviético para dirigir Corea del Norte.  : p.12  : p.23 Sin embargo, en diciembre de 1945, en la Conferencia de Moscú, la Unión Soviética aceptó una propuesta estadounidense de establecer un fideicomiso sobre Corea por hasta cinco años en el período previo a la independencia. La mayoría de los coreanos exigieron la independencia inmediata, incluido Cho Man-sik, quien se opuso a la propuesta en una reunión pública el 4 de enero de 1946. Posteriormente desapareció y quedó en arresto domiciliario.  : p.187–190 Fue reemplazado por Kim Il Sung, quien junto con la mayoría de los comunistas coreanos había apoyado la administración fiduciaria bajo presión del gobierno soviético. El 8 de febrero de 1946, los Comités Populares se reorganizaron como Comités Populares Provisionales dominados por comunistas.  El nuevo régimen instituyó políticas populares de redistribución de tierras, nacionalización de la industria, reforma de la legislación laboral e igualdad para la mujer.  : p.107 Mientras tanto, los grupos comunistas existentes se reconstituyeron como el Partido de los Trabajadores de Corea bajo el liderazgo de Kim Il Sung.  : p.148 
Tras el fracaso de las negociaciones para la unificación, el 9 de septiembre de 1948 se proclamó la República Popular Democrática de Corea (RPDC), con Kim Il Sung como primer ministro. 

### Represión en el Sur
Después de la llegada de Estados Unidos en septiembre de 1945, el Gobierno Militar del Ejército de los Estados Unidos en Corea controlaba la península al sur del paralelo 38. El gobernador militar, el teniente general John R. Hodge, se negó a reconocer al PRK y a sus Comités Populares, que fueron ilegalizados el 12 de diciembre.  Más tarde declaró: "Una de nuestras misiones era derrocar a este gobierno comunista".  : p.202 El 19 de julio de 1947, Lyuh Woon-hyung fue asesinado por Han Ji-geun, miembro de la ultraderechista Sociedad de las Camisas Blancas .   
Edgar Snow, un periodista estadounidense, regresó a Corea después de su liberación y se quedó dos meses para informar sobre la situació

Estados Unidos desembarcó en Corea sin preparación alguna. Sin embargo, ya existía un comité fundador en Corea y poco después hubo preparación política. Si los estadounidenses hubieran salvado al Comité Preparatorio Nacional, la construcción de Corea habría sido más rápida y beneficiosa.

Algunas unidades locales de la República Popular permanecieron activas en la región de Jeolla y especialmente en la isla de Jeju, donde su presencia, junto con la de bandas juveniles anticomunistas merodeadoras,  contribuyó a las tensiones que estallaron en los acontecimientos conocidos como el levantamiento de Jeju de 1948-1949.  : p.221 

### En todo el país
A principios de noviembre se creó el Consejo Nacional de Sindicatos de Trabajadores de Corea (NCKLU) y su respaldo al PRK y su programa. En diciembre se crearon la Liga Nacional de Sindicatos Campesinos, la Liga de la Juventud Democrática Coreana y la Liga de Mujeres, y su apoyo al PRK.  : p.75 

## Comité Popular Central
| Cartera                                | Titular del cargo |
| -------------------------------------- | ----------------- |
| Presidente                             | Syngman Rhee      |
| vicepresidente                         | Lyuh Woon-hyung   |
| Primer ministro                        | Ho Hon            |
| Ministro del Interior                  | Kim Ku            |
| Ministro de Asuntos Exteriores         | Kim Kyu-sik       |
| Ministro de Finanzas                   | Cho Man-sik       |
| Ministro de las Fuerzas Armadas        | Kim Won-bong      |
| Ministro de Economía                   | Ha Pilwon         |
| Ministro de Agricultura y Silvicultura | Bong Mi-seon      |
| Ministro de Salud                      | Lee Man Gyu       |
| Ministro de Transporte                 | Hong Nam-pyo      |
| Ministro de Seguridad                  | Choi Yong-Dal     |
| Presidente del Tribunal Supremo        | Kim Byung-ro      |
| Ministro de Educación                  | Kim Seong-su      |
| Ministro de Propaganda                 | Kwan-Sul Lee      |
| Ministro de Comunicaciones             | Sin Ik-hui        |
| Ministro de Trabajo                    | Lee Sang Hyuk     |
| Secretario General                     | Yi Kang Guk       |
| Ministro de Asuntos Jurídicos          | Choi Ikhan        |
| Ministro de Planificación              | Jeong Baek        |